# المصرفية الإسلامية في السعودية
المصرفية الإسلامية في السعودية على الرغم من الاتجاه السائد في السوق المصرفي السعودي للتحول إلى مصارف إسلامية كاملة، إلا أنه هناك أربع مصارف فقط من بين المصارف المحلية المرخصة البالغ عددها 12 مصرفًا تعتبر مصارف إسلامية خالصة.

## التاريخ
لا تزال التعاملات المصرفية المتوافقة مع الشريعة الإسلامية تشهد نموًا متسارعًا كونها تمتلك العديد من المقومات التي تحقق له الأمن والأمان وتقليل المخاطر. حيث سجلت منطقة الشرق الأوسط وشمال أفريقيا أعلى معدل نمو على الصعيد العالمي خلال الفترة 2006-2017. حيث كانت حصة المملكة العربية السعودية من مجمل الأصول المصرفية الإسلامية حول العالم نحو 23.4%، نتيجة التطور الكبير خلال العقدين الماضيين الذي شهدته التعاملات المصرفية الإسلامية في السعودية، بالإضافة إلى أن مصرف الراجحي يقع في المرتبة الثانية على مستوى السعودية من ناحية أكبر 10 مصارف سعودية.
يبلغ عدد المصارف العاملة في المملكة العربية السعودية نحو 24 مصرفًا حتى نهاية عام 2018، حيث تنقسم هذه المصارف إلى 12 مصرفًا محليًا، و6 مصارف أجنبية و5 مصارف عربية. يتكون الجهاز المصرفي المحلي السعودي من 8 مصارف تقليدية و4 مصارف إسلامية هي: مصرف الراجحي، بنك الجزيرة، بنك البلاد ومصرف الإنماء. يعد مصرف الراجحي أقدمها إذ تأسس عام 1957.
وفقًا لباحث التمويل الدولي المصرفي إبراهيم واردي، لم يتمكن أكبر مجموعتين مصرفيتين إسلاميتين، وهما دار المال الإسلامي وبنك البركة، من الحصول على تراخيص لتشغيل المصارف التجارية في المملكة العربية السعودية، على الرغم من حقيقة أنها كلاهما مملوك لسعوديين بارزين. في عام 1985، خُولت شركة الراجحي المصرفية للاستثمار في الخدمات المصرفية بدون فوائد، ولكن بشرط ألا تستخدم كلمة «إسلامية» باسمها.
المملكة العربية السعودية لا تعترف رسميًا بمفهوم المصرفية الإسلامية. حيث إنه من المنطق إذا تم الاعتراف بمصرف واحد كمؤسسة إسلامية فإن كل المصارف الأخرى، ستكون غير إسلامية ضمنيًا. يعتبر الخط الرسمي هو أن جميع المصارف العاملة في المملكة العربية السعودية هي إسلامية بحكم تعريفها.